# ماري مسيلروي
ماري آرثر مسيلروي (بالإنجليزية: Mary McElroy) ولدت في (5 يوليو 1841م - وتوفيت في 8 يناير 1917م)، كانت أخت رئيس الولايات المتحدة الحادي والعشرين تشستر آرثر، والسيدة أولى للولايات المتحدة الأمريكية من 1881 حتى 1885، تولت الدور لأن زوجة آرثر، إلين لويس هيرندون آرثر، توفيت قبل عامين تقريبًا من رئاسته.

## نشأتها
ولدت ماري آرثر في غرينتش، نيويورك، كان لوالديها ويليام ومالفينا إس. آرثر تسعة أطفال كانت ماري آخرهم. ولدت والدة آرثر، مالفينا ستون، في ولاية فيرمونت، ابنة جورج واشنطن ستون وجوديث ستيفنز. كانت عائلة مالفينا في الأساس من أصول إنجليزية وويلزية، وقد حارب جدها أوريا ستون في الجيش القاري خلال الثورة الأمريكية. ولد والدها ويليام آرثر في درين، كوليباكي، مقاطعة أنترم، أيرلندا، وتخرج من الكلية في بلفاست وهاجر إلى كندا عام 1819 أو 1820. التقت والدتها بوالدها بينما كان ويليام آرثر يدرس في مدرسة في دنهام، كيبيك، على الحدود من موطنها الأصلي فيرمونت. أصبح ويليام مواطنًا أمريكيًا في عام 1843 بعد ولادة ماري وإخوتها.
درست في مدرسة إيما ويلارد الإكليريكية في ترو، نيويورك.

## سيدة أولى بالوكالة للولايات المتحدة
في نوفمبر 1880 انتخِب شقيق ماري تشيستر آرثر نائبًا للرئيس. في يوليو 1881 أصيب الرئيس جيمس جارفيلد بجروح قاتلة، وتوفي في 19 سبتمبر 1881. خلفه آرثر كرئيس، وطلب من مكلروي رعاية ابنته الصغيرة إلين والعمل بوصفها «سيدة البيت الأبيض». عاشت مكلروي في واشنطن العاصمة فقط خلال موسم الشتاء الاجتماعي المزدحم، لأن عائلتها عاشت في ألباني. مع أن آرثر لم يمنحها رسميًا بروتوكول المنصب الرسمي، لكنها أثبتت أنها مضيفة ذات شعبية وكفاءة. استخدِمت الإجراءات التي طورتها هي وشقيقها للوظائف الاجتماعية من قبل السيدات الأوائل في المستقبل لعقود.
ترأست مكلروي عددًا من الأحداث وتشرفت باثنين من السيدات الأوائل السابقات جوليا تايلر وهارييت لين، ابنة أخت جيمس بيوكانان والمضيفة الاجتماعية، إذ طلبت منهما مساعدتها في استقبال الضيوف في البيت الأبيض. غالبًا ما ساعدتها ماي الابنة الكبرى لمكلروي وابنة آرثر نيل. كان استقبالها الأخير في 28 فبراير 1885، قبل أسبوع واحد من نهاية إدارة آرثر: حضر 3000 شخص (بما في ذلك أدولفوس غريلي) وساعدتها 48 من بنات المسؤولين والنخبة الاجتماعية.
دعمت مكلروي وزوجها الحقوق المدنية للأمريكيين من أصل أفريقي واستضافوا بوكر تي. واشنطن في منزلهما في ألباني في يونيو 1900. كانت عضو في جمعية ألباني المعارضة لحق المرأة في التصويت.

## الحياة الشخصية
في 13 يونيو 1861 تزوجت من جون إدوارد مكلروي (1833-1915)، ابن ويليام مكلروي وجين مولين. كان مكلروي موظف تأمين ورئيسًا لشركة ألباني للتأمين. عاشا في ألباني، نيويورك، ولديهما أربعة أطفال:
- ماي مكلروي (مواليد 1862)، تزوجت من تشارلز إتش. جاكسون، وساعدها في رئاسة الوظائف الاجتماعية في البيت الأبيض.[8]

- ويليام إيه. مكلروي (1864-1892).[9]
- جيسي مكلروي (1867-1934)، توفيت وهي غير متزوجة.[10]
- تشارلز إدوارد مكلروي (1873-1947)، سمسار استثمار تزوج من هارييت لانغدون باركر (1878-1965)، ابنة الجنرال أماسا باركر الابن في عام 1901. تزوجت ابنتهما من شويلر ميريت الثاني، نجل النائب شويلر ميريت.[11]

توفيت في 8 يناير 1917 عن عمر يناهز 75 عامًا في ألباني في نيويورك، ودُفنت في مقبرة ألباني الريفية.

## وصلات خارجية
ماري مسيلروي - السيدات الأوائل نسخة محفوظة 20 أكتوبر 2018 على موقع واي باك مشين.